# Гетеродинирование
Гетеродини́рование — преобразование частоты сигнала в пару различных сигналов с разными частотами, эти сигналы принято называть сигналами промежуточных частот, причём исходная фаза сигнала сохраняется в порождённых сигналах.
Гетеродинирование осуществляется с помощью вспомогательного генератора гармонических колебаний — гетеродина и нелинейного элемента. Идеальный, с точки зрения качества гетеродинирования, нелинейный элемент — это четырёхквадрантный перемножитель преобразуемого сигнала и сигнала гетеродина.

## Принцип действия

### Гетеродинирование с использованием перемножителя

a) Исходные сигналы с частотами Гц и Гц
b) Произведение сигналов
c) Спектры исходных сигналов и их произведения

В случае применения перемножителя сигналов гетеродинирование основано на тригонометрическом равенстве:
{\displaystyle \sin \theta \sin \varphi ={\frac {1}{2}}\cos(\theta -\varphi )-{\frac {1}{2}}\cos(\theta +\varphi ).}
Левая часть представляет собой произведение двух синусоид. Правая часть — разность косинусов суммы и разности аргументов соответственно.
Исходя из этого равенства, результат умножения двух гармонических сигналов — {\displaystyle \sin(2\pi f_{1}t)} и {\displaystyle \sin(2\pi f_{2}t)} может быть выражен следующим образом:
{\displaystyle \sin(2\pi f_{1}t)\sin(2\pi f_{2}t)={\frac {1}{2}}\cos[2\pi (f_{1}-f_{2})t]-{\frac {1}{2}}\cos[2\pi (f_{1}+f_{2})t]}
В результате получается два сигнала промежуточных частот с частотами {\displaystyle f_{1}+f_{2}} и {\displaystyle f_{1}-f_{2}.}
Фазы исходных сигналов сказываются на фазах промежуточных частот следующим образом:
{\displaystyle \sin(2\pi f_{1}t+\theta )\sin(2\pi f_{2}t+\varphi )=}
{\displaystyle ={\frac {1}{2}}\cos(2\pi f_{1}t+\theta -2\pi f_{2}t-\varphi )-{\frac {1}{2}}\cos(2\pi f_{1}t+\theta +2\pi f_{2}t+\varphi )=}
{\displaystyle ={\frac {1}{2}}\cos(2\pi (f_{1}-f_{2})t+\theta -\varphi )-{\frac {1}{2}}\cos(2\pi (f_{1}+f_{2})t+\theta +\varphi ).}

### Гетеродинирование с использованием нелинейного элемента
Практически, в большинстве супергетеродинных радиоприёмных устройств в качестве нелинейного элемента для преобразования частоты сигнала в промежуточную частоту применяется какой-либо нелинейный элемент, имеющий нелинейную вольт-амперную характеристику (ВАХ).
Например, в качестве такого нелинейного элемента для смешивания сигналов и получения промежуточных частот может быть использован полупроводниковый диод.
ВАХ полупроводникового диода может быть описана в модели Эберса — Молла в виде:
{\displaystyle I=I_{S}\left(e^{V_{D} \over V_{T}}-1\right)}
где {\displaystyle I_{S}} — обратный ток насыщения, при комнатной температуре равен приблизительно {\displaystyle 10^{-11}-10^{-15}} А;
{\displaystyle V_{D}} — напряжение на диоде;
{\displaystyle V_{T}} — температурное напряжение, при комнатной температуре (~300 К) составляет около 26 мВ.
В формуле, выражающей ВАХ диода существенно, что в неё входит экспонента, которую можно представить в виде суммы бесконечного ряда:
{\displaystyle e^{x}=\sum _{n=0}^{\infty }{\frac {x^{n}}{n!}}.}
Ограничиваясь тремя членами этого ряда получаем приближённое равенство:
{\displaystyle e^{x}-1\approx x+{\frac {x^{2}}{2}}.}
Если на диод подавать напряжение, равное сумме сигнала и напряжения гетеродина:
{\displaystyle V_{D}=U_{S}+U_{G}=A_{S}\sin(\omega _{S}t)+A_{G}\sin(\omega _{G}t),}
где {\displaystyle A_{S},} {\displaystyle A_{G}} амплитуды напряжений сигнала и гетеродина соответственно;
{\displaystyle \omega _{S}=2\pi f_{S},} {\displaystyle \omega _{G}=2\pi f_{G}} — угловые частоты сигнала и гетеродина, {\displaystyle f_{S},} {\displaystyle f_{G}} — частоты сигнала и гетеродина,
{\displaystyle e^{V_{D} \over V_{T}}-1\approx {1 \over V_{T}}\left\{A_{S}\sin(\omega _{S}t)+A_{G}\sin(\omega _{G}t)+\left[A_{S}\sin(\omega _{S}t)+A_{G}\sin(\omega _{G}t)\right]^{2}\right\}=}
{\displaystyle ={1 \over V_{T}}\left[A_{S}\sin(\omega _{S}t)+A_{G}\sin(\omega _{G}t)+{A_{S}}^{2}\sin ^{2}(\omega _{S}t)+2A_{S}A_{G}\sin(\omega _{S}t)\sin(\omega _{G}t)+{A_{G}}^{2}\sin ^{2}(\omega _{G}t)\right].}
Спектральные составляющие {\displaystyle \sin ^{2}(\omega _{G}t)} и {\displaystyle \sin ^{2}(\omega _{S}t)} имеют удвоенные частоты, так как {\displaystyle \sin ^{2}(\omega t)={\frac {1-\cos 2(\omega t)}{2}}}, а произведение {\displaystyle A_{S}A_{G}\sin(\omega _{S}t)\sin(\omega _{G}t)} в соответствии с вышесказанным даст спектральные составляющие с частотами, равными сумме и разности частот сигнала и гетеродина.
Так как в этом упрощенном анализе рассмотрено приближение экспоненты всего тремя членами ряда, то здесь не появляются спектральные составляющие с иными частотами, кроме указанных, в частности удвоенных.
Фактически, в спектре тока через диод, к которому приложено напряжение, равное сумме двух гармонических сигналов, присутствуют комбинационные частоты, с частотами, равными разности, сумме и разностям и суммам гармоник входных сигналов и также высшие гармоники исходных сигналов.